# Gare de La Bernerie
Gare de La Bernerie vasútállomás Franciaországban, La Bernerie-en-Retz településen.

## Vasútvonalak
Az állomást az alábbi vasútvonalak érintik:
- Sainte-Pazanne–Pornic-vasútvonal

## Kapcsolódó állomások
A vasútállomáshoz az alábbi állomások vannak a legközelebb:
- Gare de Pornic
- Gare des Moutiers-en-Retz